# Pat Smear
Georg Albert Ruthenberg (født 5. august 1959), bedre kendt under kunstnernavnet Pat Smear, er en amerikansk grammy-vindende musiker. Smear spiller i bandet Foo Fighters som guitarist. Han har tidligere været på tour med bandet Nirvana fra 1993 til 1994. I Nirvana spillede han som deres anden guitarist, og han spillede sammen med Kurt Cobain (forsanger, sangskriver og guitarist), Krist Novoselic (bassist) og Dave Grohl (trommeslager).